# Akademické mistrovství světa v judu 2002
16. Akademické mistrovství světa v judu proběhlo ve sportovním centru SPENS v Novim Sadu, Srbsko v období 12. až 15. prosince 2002. Hlavním organizátorem mistrovství byla Mezinárodní federace univerzitního sportu (FISU).

## Program
- ČT - 12.12.2002 - těžká váha (+100 kg, +78 kg) a polotěžká váha (−100 kg, −78 kg) a střední váha (−90 kg, −70 kg)
- PÁ - 13.12.2002 - polostřední váha (−81 kg, −63 kg) a lehká váha (−73 kg, −57 kg)
- SO - 14.12.2002 - pololehká váha (−66 kg, −52 kg) a superlehká váha (−60 kg, −48 kg) a kategorie bez rozdílu vah
- NE - 15.12.2002 - soutěž týmů

## Česká stopa
Výsledky českých reprezentantů v judu 2002
- -60 kg – Libor Švec I
- -81 kg – Jaroslav Švec
- -90 kg – Libor Hrubý
- -100 kg – Tomáš Kobza
- -63 kg – Danuše Zdeňková

- bez rozdílu vah – Tomáš Kobza

## Výsledky – váhové kategorie

### Muži
| Kategorie | Zlato                   | Stříbro                     | Bronz                     | Bronz                     |
| --------- | ----------------------- | --------------------------- | ------------------------- | ------------------------- |
| -60 kg    | Kazuo Jonetomi (JPN)    | Masúdhádží Achundzade (IRI) | Ťia Jün-ping (CHN)        | Eduardo Carballeira (ESP) |
| -66 kg    | Miloš Mijalković (YUG)  | Konstantin Zareckij (RUS)   | Stéphane Biez (FRA)       | Jozef Krnáč (SVK)         |
| -73 kg    | Děnis Koltaňuk (BLR)    | Sašo Jereb (SLO)            | Š' Žung-žung (CHN)        | Nikola Nikolić (YUG)      |
| -81 kg    | Andrzej Karwacki (POL)  | Andrea Truzzi (ITA)         | Maratbek Myktybekov (KAZ) | Ivan Peršin (RUS)         |
| -90 kg    | Abbás Falláh (IRI)      | Hiroši Izumi (JPN)          | Nam Kwag-u (KOR)          | Nicolas Brisson (FRA)     |
| -100 kg   | Dmitrij Maximov (RUS)   | Gianluca Giaccaglia (ITA)   | Frédéric Paupert (FRA)    | Askat Žitkejev (KAZ)      |
| +100 kg   | Jevgenij Sotnikov (UKR) | Vladimir Galkin (RUS)       | Grzegorz Eitel (POL)      | Vjačeslav Berduta (KAZ)   |

### Ženy
| Kategorie | Zlato                       | Stříbro                    | Bronz                         | Bronz                        |
| --------- | --------------------------- | -------------------------- | ----------------------------- | ---------------------------- |
| -48 kg    | Ljudmila Lusnikovová (UKR)  | Caroline Lantoineová (FRA) | Irina Uimanovová (RUS)        | Kung Chung (CHN)             |
| -52 kg    | Joriko Jošimuraová (JPN)    | Oxana Karzakovová (RUS)    | Audrey La Rizzaová (FRA)      | Antonia Cuomová (ITA)        |
| -57 kg    | Sü Jen (CHN)                | Yahaira Aguirreová (ESP)   | Olga Fedosejenková (RUS)      | Juka Jabušitaová (JPN)       |
| -63 kg    | Jan Süe-lan (CHN)           | Taťjana Papušinová (RUS)   | Danuše Zdeňková (CZE)         | Risa Ikujamaová (JPN)        |
| -70 kg    | Maryna Pryščepová (UKR)     | Edith Boschová (NED)       | Haruko Kazatová (JPN)         | Leire Iglesiasová (ESP)      |
| -78 kg    | Stéphanie Possamaïová (FRA) | Kim Un-jung (KOR)          | Meng Ling-jan (CHN)           | Anastasija Matrosovová (UKR) |
| +78 kg    | Mara Kovačevićová (YUG)     | Liou Sia (CHN)             | Anne-Sophie Mondièreová (FRA) | Svetlana Fedosejenková (RUS) |

## Výsledky – ostatní disciplíny

### Bez rozdílu vah
|      | Zlato                   | Stříbro             | Bronz                        | Bronz                      |
| ---- | ----------------------- | ------------------- | ---------------------------- | -------------------------- |
| muži | Matthieu Bataille (FRA) | Vitalij Bubon (UKR) | Cujoši Endó (JPN)            | Amel Mekić (BIH)           |
| ženy | Liou Sia (CHN)          | Jelena Šlejze (RUS) | Anastasija Matrosovová (UKR) | Hiroko Komacuzakiová (JPN) |

### Týmová soutěž
|      | Zlato    | Stříbro  | Bronz       | Bronz  |
| ---- | -------- | -------- | ----------- | ------ |
| muži | Japonsko | Francie  | Jižní Korea | Polsko |
| ženy | Čína     | Japonsko | Francie     | Rusko  |